# Lamjaotongba
Lamjaotongba é uma vila no distrito de Imphal West, no estado indiano de Manipur.

## Demografia
Segundo o censo de 2001, Lamjaotongba tinha uma população de 9067 habitantes. Os indivíduos do sexo masculino constituem 48% da população e os do sexo feminino 52%. Lamjaotongba tem uma taxa de literacia de 74%, superior à média nacional de 59.5%: a literacia no sexo masculino é de 81% e no sexo feminino é de 68%. Em Lamjaotongba, 11% da população está abaixo dos 6 anos de idade.